# Cholerafriedhof Maria Dreieichen

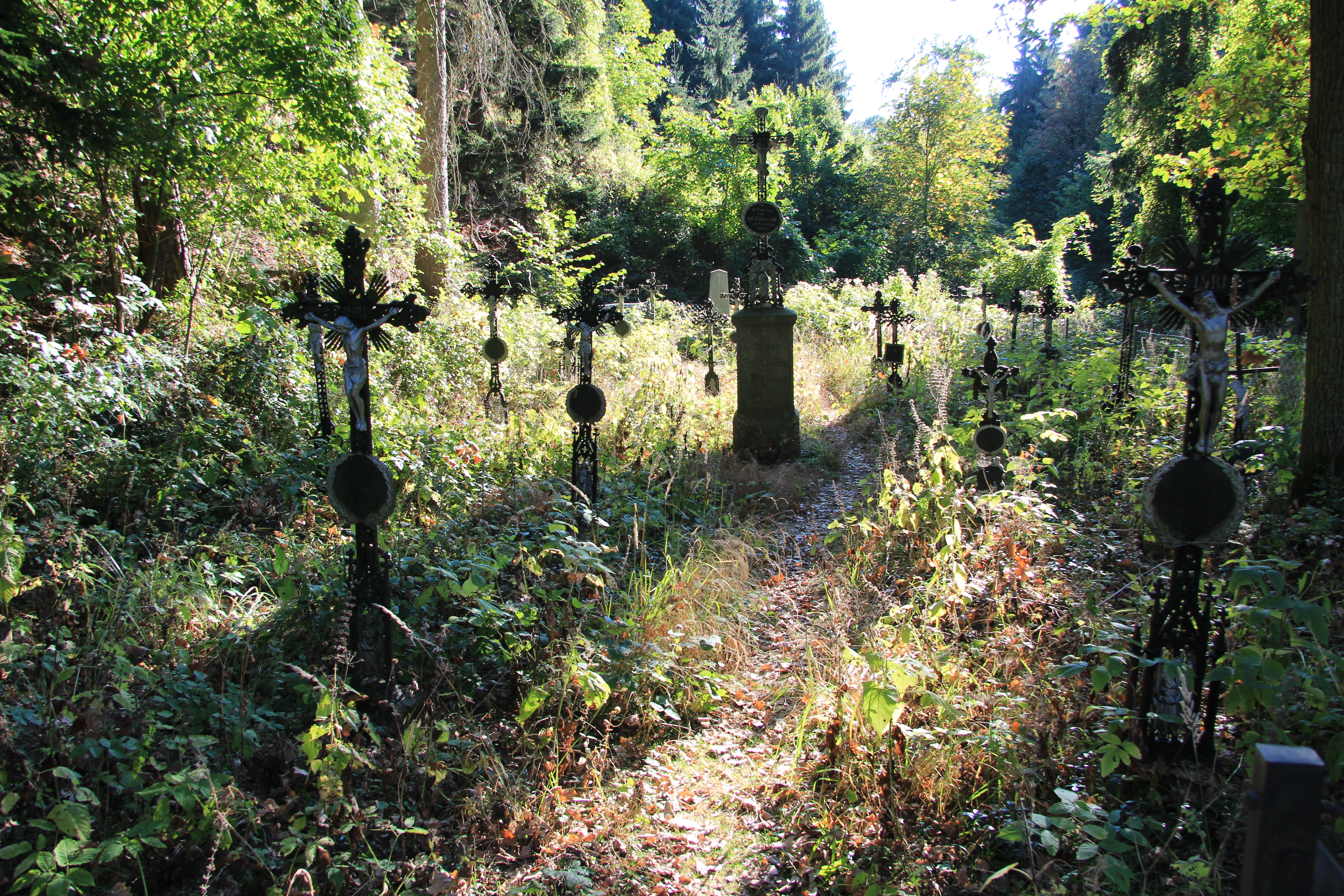
Cholerafriedhof

Der Cholerafriedhof Maria Dreieichen ist ein 1866 angelegter Friedhof nahe der Ortschaft Maria Dreieichen in der niederösterreichischen Gemeinde Rosenburg-Mold. Der Friedhof steht unter Denkmalschutz.

## Vorgeschichte
Während des Preußisch-Österreichischen Kriegs im Jahr 1866 brach im preußischen Heer die Cholera aus. Mit dem Truppenvormarsch verbreitete sich die Cholera auch in jenen Teilen Niederösterreichs, die von preußischen Soldaten betreten wurden oder sonst mit preußischen Soldaten in Verbindung standen. Beim Durchmarsch quartierten sich Soldaten auch in der Umgebung von Horn ein. Als erster fiel hier am 4. August 1866 der preußische Soldat Gustav Maverspörg der Cholera zum Opfer, er wurde allerdings noch im Pfarrfriedhof in Maria Dreieichen beigesetzt.

## Friedhof
Der Friedhof befindet sich östlich von Maria Dreieichen und ist nur zu Fuß erreichbar. In unmittelbarer Nähe könnte sich ein Ziegelofen befunden haben, da in den Matrikeln der Pfarre Maria Dreieichen der „Cholerafriedhof beim Ziegelofen oder Ziegelstadel“ als Begräbnisort vermerkt ist. Auf der kleinen Fläche befinden sich mehrere Gräber mit geschmiedeten Kreuzen, nur hinten steht ein Grabstein aus Granit. In der Mitte des Friedhofes befindet sich ein Gedenkstein. Sämtliche Bestattete starben im Jahr 1866 und wurden zwischen dem 8. August 1866 und dem 15. Oktober 1866 am Cholerafriedhof bestattet; es sind dies 22 Personen aus Mold, 13 aus Mörtersdorf und vier aus Zaingrub. Der Friedhof wird seit damals von katholischen Frauen gepflegt und mit Blumenschmuck versehen.

## Umgebung
Zwischen Horn und  Breiteneich befindet sich der Preußenfriedhof Breiteneich, an dem weitere preußische Soldaten begraben sind.